# MIR187
MIR187‏ (MicroRNA 187) هوَ بروتين يُشَفر بواسطة جين MIR187 في الإنسان.